# 三島事件

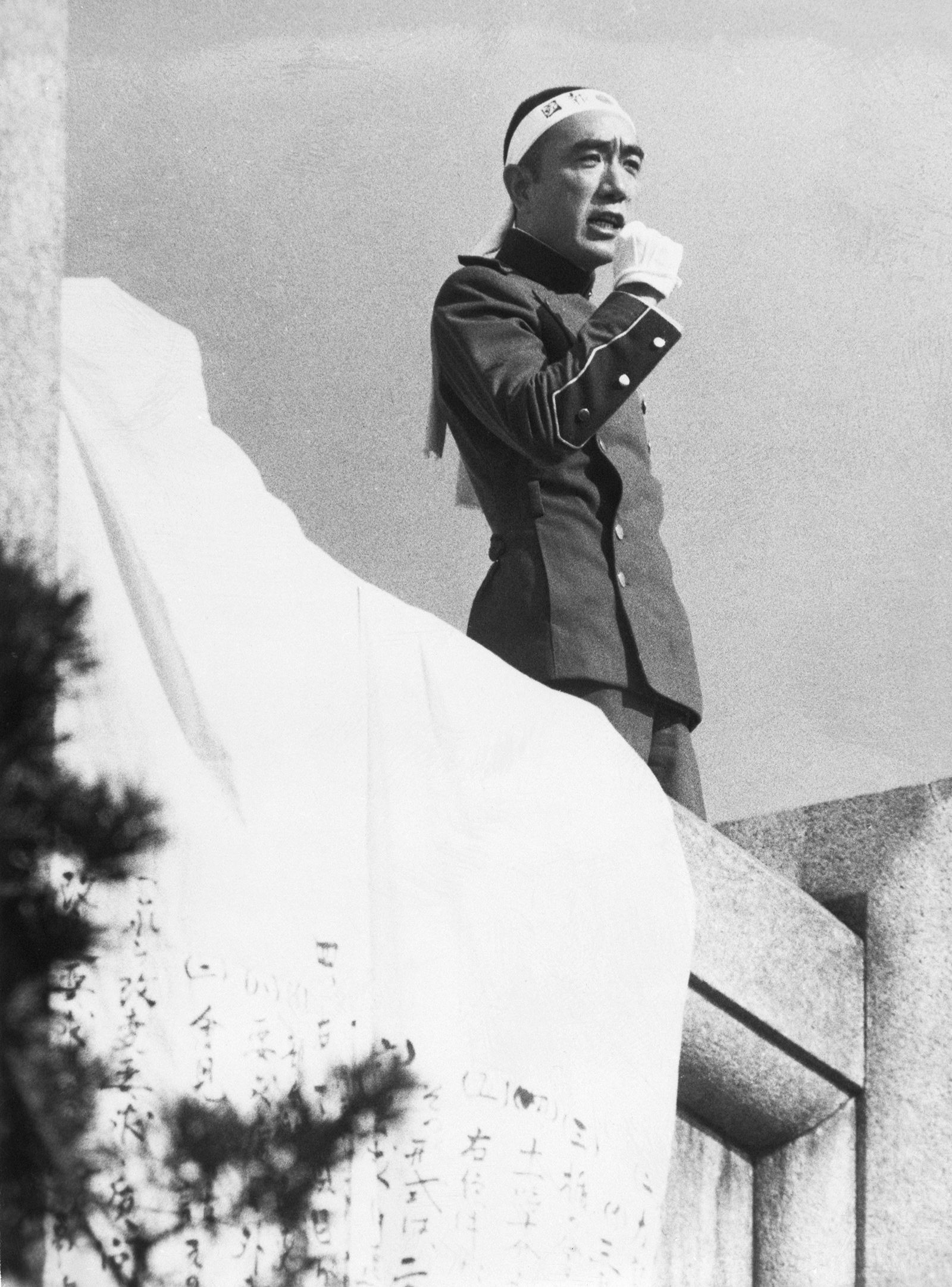
三島事件中鼓动自卫队员发动政变的三岛由纪夫（1970年11月25日）

三島事件（みしまじけん），是發生於1970年（昭和45年）11月25日，日本作家三島由紀夫（本名平岡公威）為了促成修憲鼓勵自衛隊發動政變未遂，最終切腹自殺身亡的事件。由三島擔任隊長的「楯之會」成員也有參加，而別名盾之會事件（たてのかいじけん)。。
此事帶給日本社會相當大的衝擊，在日本國內外都予以即時報導。。警視廳於2016年舉辦的「警視庁創立140年特別展 みんなで選ぶ警視庁140年の十大事件」投票中此事件排行第29名（警視庁職員中排名第52位）。

## 概述
三岛对日本传统的武士道精神和严厉的爱国主义深为赞赏，对日本第二次世界大战战败后社会的西化和日本主权受制于美國非常不满。三岛1965年以自己的小说《忧国》为蓝本自编自演的同名电影预示了他的结局。影片中一位忠于天皇的日軍大尉在1936年的政变失败后切腹自杀。1968年，三岛组织了自己的私人武装組織——“盾会”，声称要保存日本传统的武士道精神并且保卫天皇。
经过长时间的准备，三岛于1970年11月25日将他政变的计划付诸实施。当天三岛交付了《丰饶之海》的最后一部《天人五衰》最終章原稿，並指示將過去發表的「異類主題短篇小說」集結成書《殉教》。
1970年（昭和45年）11月25日，三島带领4名盾会成员到東京市谷駐屯地的日本陆上自卫队东部总监部（今東部方面隊），以「獻寶刀給司令鑑賞」為藉口進入總監益田兼利陆將的辦公室，将其绑架为人质。
随后三岛在总监部阳台向800多名自衛官发表演说，呼吁“放棄物質文明的墮落，找回古人純樸堅忍的美德與精神，成為真的武士”，随他发动兵变，推翻「禁止拥有军队」的《日本国宪法》，「使自卫队成为真的军队」以保卫天皇和日本的传统，但是没有人响应，甚至大聲嘲笑三岛是瘋子。
|                                  | 各位好好聽一聽。靜一靜，請安靜，請聽我講。一個男人正在賭上生命和你們講話。好嗎？這個，現在，各位日本人，如果在這裡不站起來的話，自衛隊如果不在這裡站起來的話，憲法是不可能改變的。各位只會永遠的成為區區美國的軍隊而已啊……。 我已經等了四年了，（等著）自衛隊站起來的日子……已經等了四年了，……我再等……最後的三十分鐘。各位是武士吧？如果是武士的話，為何要保護「將自己否定」的憲法呢？為何要為了「將各位否定」的憲法，向著「將各位否定」的憲法低頭呢？只要這（憲法）還在，各位是永遠無法得到救贖的啊！ |
| ——三島由紀夫，於总监部阳台（譯） | |

三岛随后从阳台退入室内，按照日本传统仪式切腹自杀。三島由紀夫在額際繫上了寫著「七生報國」字樣的頭巾，用白色的布將預備切腹的部位一圈圈緊緊地裹住，拿起短刀往自己的腹部刺下，割出了一個很大的傷口，腸子從傷口流出來。随他同来的兩位盾会成员之一的森田必勝用名刀「關孫六」为三岛進行介错，但因害怕手軟連砍三次都未能斬下他的头颅，三島由紀夫忍著痛楚，沉吼低呼著：「再砍！再砍！使力！」，第四次介錯改由學習過居合道的盾會成員古賀浩靖執行，終於成功。之後森田必勝也切腹自杀（亦是由古賀浩靖進行介錯）。其它三名成員依“委託殺人罪”各判處四年的有期徒刑。三島由紀夫切腹自殺時，不少作家趕到現場，只有川端康成獲准進入，但沒見到屍體。這個事件讓川端很受刺激，他對學生表示：「如果當初諾貝爾獎不是我得到而是由三島得到，就不會發生這種悲劇」。三島自殺之後17個月，川端也選擇打開煤氣開關自殺，未留下隻字遺書。兩人相繼自殺衝擊日本文壇。
早在一個月前的十月，三島在美國紐約舉辦個人照攝影展，標題「蔷薇刑」，紐約大學教授好友參展並作評，在三島自盡後這位美籍好友教授分析三島動機：他認為三島心中過於的愛國主義意識形成「救國妄念」遺害三島，他認為攝影展裡三島照片，大量模仿中世紀歐洲基督教徒被迫害刑求模樣，就已經透露他想為武士道殉道的企圖。但是，三島由紀夫曾寫過《武士道と軍国主義》一文對軍國主義加以批判，認為那與近代化、工業化同樣都是由西洋傳來，並非日本原有的東西。他所追求的是「自己尊敬、自己犧牲、自己責任」的武士道精神，而對軍國主義加以反對，可見三島是個思想極端保守的激進復古民族主義人士。:407-445

## 反应

### 政府
11月26日，也就是事发第二天，一束菊花被悄悄放在总监办公室前，但不到一个小时就被高级官员清理掉。随后，根据驻东京及其周边地区的日本陆上自卫队内部的问卷调查（随机抽取1000人），大多数成员回答“认同三岛先生的想法”，还有人说“引起很大共鸣”，这次调查一定程度引发了防卫省内支持和平宪法官员的恐慌。当警方采访熟悉三岛由纪夫的年轻自卫队高管时，发现他们对三岛的同情程度超出了他们的预期，并且正在认真思考日本的防卫问题。
事件发生三年后的1973年秋天开始，防卫省总务局将“遵守日本宪法和法律法规”这句话加入了自卫队的服役誓词中，此前这句话只写在国家公务人员的誓词中。

### 高校
曾与三岛由纪夫进行过辩论会的东京大学全共在东大驹场校区打出了“纪念三岛由纪夫”的横幅表示哀悼。京都大学等学校也打出了纪念三岛由纪夫的横幅以及举办“悼念三岛由纪夫”的读书会。
京都大学游击队指挥泷田修说：这对我们左派来说是意识形态上的失败。我们没有一个人可以像这样将自身置于危险之中，三岛事件非常令人沮丧。

### 文坛
三岛的密友、具有类似思想的作家和评论家将三岛事件的意义理解为死諫。就连与三岛不同思想倾向的作家也以超越意识形态的公正审美眼光表达了对三岛文学作品的敬畏，正如川端康成在现场的评论一样，表达了对三岛独特才华的赞美，不乏对三岛死亡表示遗憾的声音。

### 媒体
澳洲《金融评论报》指出，“将三岛由纪夫之死与日本普遍存在的极端民族主义和有组织犯罪联系起来，不仅是对三岛由纪夫的误解，也是对现代日本的误解。”评论认为三岛死于战后现代日本和传统日本文化的结构性冲突。
德国《世界报》报道称，“三岛切腹牺牲体现了诗人精神的纯洁性。”
英国《金融时报》称，“无论是疯狂还是理智，他（三岛）所树立的榜样，无论是现在还是未来，都将对日本不少年轻人产生强大的影响。”
日本《读卖新闻》、《朝日新闻》、《每日新闻》等各大报纸对这一事件的语气几乎一致追随防卫省长官中曾根康弘和首相佐藤荣作当天发表的言论，对三岛由纪夫的行为进行了批评。认为三岛发动的是反民主的疯狂行为，永远不会被容忍。

## 外部連結
- 三島事件 （页面存档备份，存于） - Kotobank（日語）